# Дигитални домороци
Под термином „дигитални домородац“ сматра се особа која одраста у дигиталној ери, а не особа која се са дигиталним системима упознаје тек у одраслом добу, као „дигитални имигрант“. Оба термина су почела да се користе још 1996. године у оквиру Декларације о независности сајбер простора . Њих је популаризовао саветник за образовање Марк Пренски својим чланком из 2001. године под називом „Дигитални домороци и дигитални имигранти“, у коме садашњи пад квалитета америчког образовања повезује са немогућношћу наставника да разумеју потребе данашњих студената. Пренски је у свом чланку указао да су „појава и брзо ширење дигиталне технологије у последњој деценији 20. века” променили начин размишљања и обраде информација код ђака и студената, што им је отежало академско усавршавање коришћењем застарелих наставних метода данашњице. Другим речима деци која су одрасла у дигиталном свету засићеном медијима, неопходно је образовно окружење обогаћено медијима како би им се задржала пажња. Пренски је ову децу назвао „дигиталним домороцима“. Контекстуално, његове идеје су уведене након деценије забринутости због повећаног броја младих са дијагнозом АДД и АДХД (поремећај дефицита пажње и хиперактивности), која се сама по себи показала изразито претераном. Пренски није у свом чланку из 2001. године прецизно дефинисао дигиталног домороца, али га је касније условно применио на младе рођене после 1980. године, јер су у то време системи рачунарских билтена BBS и корисничке мреже већ били у употреби. Идеја је постала популарна међу наставницима и родитељима, чија су деца спадала у дефиницију термина „дигиталног домороца“ коју је Пренски поставио, и од тада је прихваћена као ефикасна маркетиншка алатка. Важно је напоменути да оригинални чланак Пренског није био научни рад, и да нема емпиријских података који подржавају његове тврдње. Пренски је од тада напустио своју метафору дигиталног домороца у корист дигиталне мудрости. Недавно је предложена идеја о „Дигиталним посетиоцима и становницима“ као алтернатива разумевању различитих начина на који се појединци укључују у дигиталне технологије.
На глобалном нивоу, 30% становништва рођених између 1988. и 1998. године користило је интернет више од пет година почев од 2013. године.

## Порекло
У делу „Дигитални домороци, дигитални имигранти“, аутор Марк Пренски, дефинише термин „дигитални домородац” и примењује га на нову групу студената који се уписују у образовне установе, а према младој генерацији се односи као према „матерњим говорницима“ дигиталног језика рачунара, видеа, видео игрица, друштвених медија и других сајтова на интернету. Људи који су „рођени дигитални” први пут су се појавили у низу презентација Џоша Спера (Josh Spear) почетком маја 2007. A Истраживачки пројекат о дигиталним домороцима заједнички воде Беркманов центар за интернет и друштво на Правном факултету Харвард и Истраживачки центар за информационо право на Универзитету Св. Галлен у Швајцарској. Заједничким истраживачким пројектом управљају Хивос, Холандија и Центар за Интернет и друштво са седиштем у Бангалору. Пројекат о сусрету интернет генерације са е-учењем на универзитету  кога су финансирали истраживачки савети Велике Британије, завршен је марта 2010. У новије време Музеј социјалних медија , основан 2012. године, поставио је изложбу на тему „Дигитални домороци и пријатељи“.

## Међугенерацијски конфликти
Због очигледне поделе настале између дигиталних домородаца и дигиталних имиграната, обе генерације се понекад морају сусрести, што често резултира конфликтним уверењима по питању дигиталне технологије. Свакодневни режим посао-живот, постаје све напреднији технолошки, уз све боље рачунаре у канцеларијама, сложеније машине у индустрији, итд. Уз технологију која се тако брзо развија, тешко је дигиталним имигрантима да одрже корак.
Тако настају конфликти између старијих супервизора и менаџера са све млађим запосленима. Слично томе, родитељи се сукобљавају са децом код куће због игрица, слања порука, Јутјуба, Фејсбука и других питања у вези са интернет технологијом. Већина припадника Миленијумске и Генерације З на свету су дигитални домороци. Према професору права и едукатору Џону Палфрају (John Palfrey), постоје значајне разлике између дигиталних домородаца и не-дигиталних домородаца у погледу тога како људи виде односе међу људима и институције и како приступају информацијама. Упркос томе, распоред обуке и младих и старијих за нову технологију приближно је исти. Како је навео Пренски, образовање представља највећи појединачни проблем са којим се суочава дигитални свет, јер наши инструктори који су дигитални имигранти, а који говоре застарелим језиком из пре-дигиталног доба, имају проблеме са подучавањем популације која говори потпуно новим језиком. Дигитални домороци су више изложени технологији, што је променило начин на који они комуницирају и делују и реагују на дигиталне уређаје. Да би се задовољиле специфичне потребе за учењем код дигиталних домородаца, наставници треба да се одвоје од традиционалних наставних метода које су удаљене од начина на који ученици данас уче. Током последњих 20 година припрема наставника за нове технологије стављена је у први план наставне стратегије. Ипак, имигранти имају муке са подучавањем домородаца да разумеју окружење које је њима „природно“, а имигрантима страно. Наставници не само да имају проблеме са нивоом стручности и својим способностима да интегришу нове технологије у учионице, већ имају и отпор према интеграцији дигиталних средстава. Пошто технологија може понекад бити фрустрирајућа и компликована, неки наставници су забринути за одржавање свог нивоа или професионализма у учионици. Наставници су забринути да се не покажу „непрофесионалним“ пред својим ученицима. Иако технологија представља изазов у учионици, и даље је веома важно да наставници разумеју колико су природна и корисна ова дигитална средства за њихове ученике. 
Да би задовољили јединствене потребе учења код дигиталних домородаца, Форцани и Леу су предложили да дигитални алати у данашње време треба да буду такви да одмах реагују на природни, истраживачки и интерактивни стил учења данашњих студената. Учење коришћења дигиталних алата не само да обезбеђује јединствене могућности учења за дигиталне домороце, већ омогућава и стицање неопходних способности које ће дефинисати њихов успех у дигиталној ери у будућности. Један од приоритета у приступу овом проблему је креирање компјутерских игрица помоћу којих би дигитални домороци научили лекције које треба да науче, без обзира на то колико су оне озбиљне. Ова идеологија је већ умногоме уведена у праксу. Тако на пример пилотирање беспилотном ваздушном летелицом (БПЛ) у војсци састоји се од особе која седи испред екрана рачунара и издаје команде БПЛ-у преко ручног управљача који веома личи на модел управљача који се користи у игрицама на Иксбокс 360 конзоли за игру. (Џоди Ц. Спредбури, Одељење Војске за регрутацију и обуку) (Jodie C Spreadbury, Army Recruiting and Training Division).
Гејмификација, као коришћење компјутерских игрица као наставног средства, изазвала је интересовање у образовном систему, а аутор Ги (Gee) је показао да је разлог томе што игре имају посебна својства која уџбеници не могу да понуде дигиталним домороцима. На пример, гејмификација обезбеђује интерактивно окружење за ученике да се ангажују и вежбају вештине 21. века, као што су сарадња, критичко размишљање, решавање проблема и дигитална писменост. Ги наводи четири разлога зашто гејмификација омогућава посебан начин учења за унапређење вештина 21. века. Прво, игре су засноване на решавању проблема, а не на способности меморисања садржаја знања. Друго, гејмификација унапређује креативност код дигиталних домородаца, подстичући их да размишљају као дизајнери или да модификују и редизајнирају игрице. Треће, дигитални домороци постају коаутори своје игрице кроз изборе које праве да би решили проблем и суочили се са изазовима. Због тога се размишљање студената стимулише ка унапређењу метакогниције, јер морају да размишљају о својим изборима и како да унапреде ток и исход игре. На крају, путем онлајн игара, дигитални домороци могу да сарађују и уче у ширем друштвеном окружењу. На основу података из литературе могу се сагледати потенцијалне и јединствене предности дигиталних алата. На пример, онлајн игре помажу дигиталним домороцима да спознају своје јединствене потребе учења. Даље, онлајн игре изгледа да обезбеђују интерактивно и ангажовано окружење које промовише неопходне вештине које ће дигиталним домороцима омогућити да буду успешни у својој будућности.

## Дискурс
Не слажу се сви са језиком и основним конотацијама дигиталних домородаца. Термин, по дефиницији, подразумева познавање технологије, које немају сва деца и млади који би се могли сматрати дигиталним домороцима; неки од њих чак доживљавају нелагодност у додиру са технологијом, коју немају ни сви дигитални имигранти. На пример, они на лошијој страни дигиталне поделе немају приступ технологији. У својој примени, концепт дигиталних домородаца претпоставља да они који одрастају уз технологију имају посебан статус, игноришући значајну разлику између познавања и креативне примене.
Термин „дигитални имигрант“ занемарује чињеницу да су многи људи, рођени пре дигиталног доба, били проналазачи, дизајнери, програмери и први корисници дигиталне технологије, и у том смислу могу се сматрати првобитним „домороцима“. Погрешно тумачење напредног (и вероватно површног) коришћења дигиталне технологије од стране садашњих адолесцената, као право знање и разумевање, води ка потенцијално погрешном и неупотребљивом дискурсу. Термин такође умањује шире и више холистичко знање, искуство и разумевање које старије генерације можда имају у дигиталној технологији и њихово потенцијално место у заједници. Сматра се да дигитални имигранти спорије прихватају нове технологије у односу на дигиталне домороце. Последице тога се могу упоредити са акцентом у коришћењу страног језика, када се говори о начину на који они уче и усвајају технологију. Чест пример је да би дигитални имигранти радије одштампали документ и преправили га ручно, него што би га уредили на екрану.
Класификација људи на дигиталне домороце и дигиталне имигранте је контроверзна. Неки дигитални имигранти превазилазе дигиталне домороце у разумевању технологије, али постоји веровање да рано излагање технологији у основи мења начин на који људе уче. Актуелна подела људи на имигранте и домороце је непрецизна, јер усвајање дигиталне технологије није био јединствен феномен широм света. У Северној Америци, већина људи рођених пре 1980. године сматра се дигиталним имигрантима. Они ближи тој граници се сматрају средњим нивоом дигиталног знања, што значи да су почели да користе дигиталну технологију у раном тинејџерском добу и тиме су ближи дигиталним домороцима што се тиче разумевања и способности. 
Термин „дигитални домороци“ је синоним за термин „дигитална инклузија“. Бити дигитално укључен, значи да имате урођену способност коришћења паметних телефона или таблета: модерна технологија је омогућила немима да говоре, глувима да чују и слепима да виде. Оно што је најбитније, расправља се о томе да ли има одговарајућих доказа за тврдње о дигиталним домороцима и њиховом утицају на образовање. Бенет, Метон и Кервин (2008), на пример, критички разматрају доказе истраживања и описују неке случајеве дигиталних домородаца који имају академски облик моралне панике. Закључено је да припадност генерацији не објашњава разлике у начину на који они који уче користе технологију и да не постоје емпиријска истраживања која би подржала тврдње Пренског и других заговорника идеје дигиталних домородаца. Употреба такве терминологије је више знак непознавања и егзотичног приступа у односу на дигиталну културу. Наравно, нико није „рођен дигиталан“; па је као и са осталим културним техникама, као што су и читање и писање, важан приступ образовању и искуству. 
Сматра се да су сви млади у савременом добу дигитални домороци. Ипак, то није случај. Примарно се подела заснива на културним разликама, а не на старосном добу. Према Хенрију Џенкинсу (2007) “Део изазова овог истраживања је разумевање динамике, ко заиста јесте, а ко није, дигитални домородац и шта то значи.” Постоји основни конфликт у дефиницији термина „дигитални домороци“ и погрешно је рећи да су сви млади савременог доба део те категорије, или да су сви старији одрасли дигитални имигранти. Неки одрасли су више технички упућени од многе деце, у зависности од друштвено-економских стандарда, личних интереса, итд., али као професори ми морамо да укључимо спољни свет који је близак деци и да га користимо у учионици. 
Формулација дигитални домородац је такође доведена у питање од стране истраживача који прате новонастале технолошке области. Тренутни дискурс је највише концентрисан на развијену технологију и има одређене предрасуде према младим белцима из средње класе који имају привилегован приступ технологији. Нишант Шах (2009) каже „Неопходно је промовисати истраживање које прихвата да нису сви дигитални домороци једнаки. Сваки контекст ће имати одређене норме према којима ће се припадност групацији дигиталних домородаца разумевати и доживљавати. Рашчлањивање универзалног дигиталног домороца и разматрање контекстуалног идентитета дигиталног домороца би нам такође помогло да престанемо да говоримо о Дигиталном домороцу као нужно елитном кориснику технологије и да разумемо идентитет као тачку раздвајања од претходно постављених идентитета зависних од технолошког контекста.“ Он такође сугерише да је један начин разумевања дигиталних домородаца да погледамо како они они користе дигиталну технологију у повезивању са својом непосредном околином и иницирању процеса друштвених и личних промена.
Могуће је тврдити да дигиталност није право по рођењу, већ продукт културног капитала. Према његовом творцу, Пјеру Бордију (Pierre Bordieu), културни капитал је дефинисан као „поседовање одређених културних способности, скуп културног знања које обезбеђује дефинисане моделе културне потрошње“. Познавање технологије и лакоћа коришћења је облик друштвеног капитала, који омогућава онима који га имају да напредују у заједници. У ствари, научници коментаришу варијабилност технолошке писмености у различитим социјалним групама. У „Заједницама, културним престоницама и дигиталним поделама“, Вивијан Рохас назива овај феномен „техничка склоност“ људи. Ово познавање технологије је једна од многих привилегија коју доноси културни капитал. Она експлицитно дефинише техничку склоност као праксе, перцепције и ставове, техничку образованост, свест о технологији, жељу за информацијама, пословне захтеве, друштвене односе са члановима и организацијама у оквиру заједнице, као и географском локацијом”. Она тврди да је техничка склоност појединца у корену сваке дигиталне поделе , а не само просто његов приступ технологији. 
На преласку у другу деценију 21. века, доводи се у питање Дигитална/Имигрантска дихотомија Пренског, по различитим основама. Џонс и Шао (2011) су недавно спровели преглед литературе за Академију вишег образовања Велике Британије, која је открила да не постоји емпиријски доказ ни о једној новој генерацији младих студената. Они су тврдили да се дешавају велике промене али да нема доказа о јазу међу генерацијама Природа метафоре је сама по себи доведена у питање са Вајтом и Ле Корном (2011), који су скренули пажњу на потешкоће до којих доводи аналогија заснована на језику, посебно када је у вези са узрастом и местом. Такође истичу нагли технолошки напредак достигнут у последњих десет година, нарочито због појаве платформи друштвених мрежа. Вајт и Ле Корну зато предлажу алтернативну метафору са Посетиоцима и Становницима, која по њима прецизније представља начине на који се они који уче повезују са технологијом у добу социјалних мрежа.